# Velîka Andrusivka, Svitlovodsk
Velîka Andrusivka (în ucraineană Велика Андрусівка) este localitatea de reședință a comunei Velîka Andrusivka din raionul Svitlovodsk, regiunea Kirovohrad, Ucraina.

## Demografie
Componența lingvistică a localității Velîka Andrusivka
     Ucraineană (94,35%)
     Rusă (5,16%)
     Alte limbi (0,18%)
Conform recensământului din 2001, majoritatea populației localității Velîka Andrusivka era vorbitoare de ucraineană (94,35%), existând în minoritate și vorbitori de rusă (5,16%).